# شهرستان جفرسون (میزوری)
شهرستان جفرسون، میزوری (به انگلیسی: Jefferson County, Missouri) یک سکونتگاه مسکونی در ایالات متحده آمریکا است که در میزوری واقع شده‌است.